# 로만 예브게니예프
로만 알렉세예비치 예브게니예프(러시아어: Роман Алексеевич Евгеньев, 1999년 2월 23일 ~ )는 러시아의 축구 선수이다. 현재 디나모 모스크바 소속으로 뛰고 있다.